# Parco nazionale di Tsimanampetsotsa
Il parco nazionale di Tsimanampetsotsa è un'area naturale protetta del Madagascar, situata nella Regione di Atsimo-Andrefana, a sud di Toliara. Al suo interno ricade il lago Tsimanampetsotsa, una importante zona umida tutelata dalla convenzione di Ramsar.

## Territorio
L'area protetta è situata 75 km a sud di Toliara.
Al suo interno si trova l'omonimo lago, uno specchio di acqua salmastra poco profonda circondato da distese fangose; la sponda orientale del lago è delimitata da una rupe calcarea, alta circa 100 m, in cui sono presenti una serie di grotte carsiche, con laghetti d'acqua dolce e torrenti sotterranei; una sottile striscia di terreno sabbioso ricoperto da vegetazione cespugliosa separa il versante occidentale del lago dal Canale del Mozambico.

## Flora
Fatta eccezione per una sottile striscia di vegetazione che si estende lungo le coste del lago, la parte orientale del territorio del parco è dominato dalla foresta spinosa, con presenza di Alluaudia spp. e Pachypodium spp.

Tra la sponda occidentale del lago e il mare è presente una vegetazione cespugliosa xerofila che in alcune aree supera i 2 m di altezza, con presenza di Cassia spp., Ficus spp., Pluchea spp., Erythroxylum spp., Cedrelopsis spp., Delonix spp., Acacia spp., Albizia spp., Maytenus spp., Euphorbia spp. e Berchemia spp..

## Fauna
Nell'area protetta sono presenti 5 specie di lemuri: il lemure dalla coda ad anelli (Lemur catta), il sifaka di Verreaux (Propithecus verreauxi), il microcebo rossogrigio (Microcebus griseorufus), il chirogaleo medio (Cheirogaleus medius) e il lepilemure dai piedi bianchi (Lepilemur leucopus).

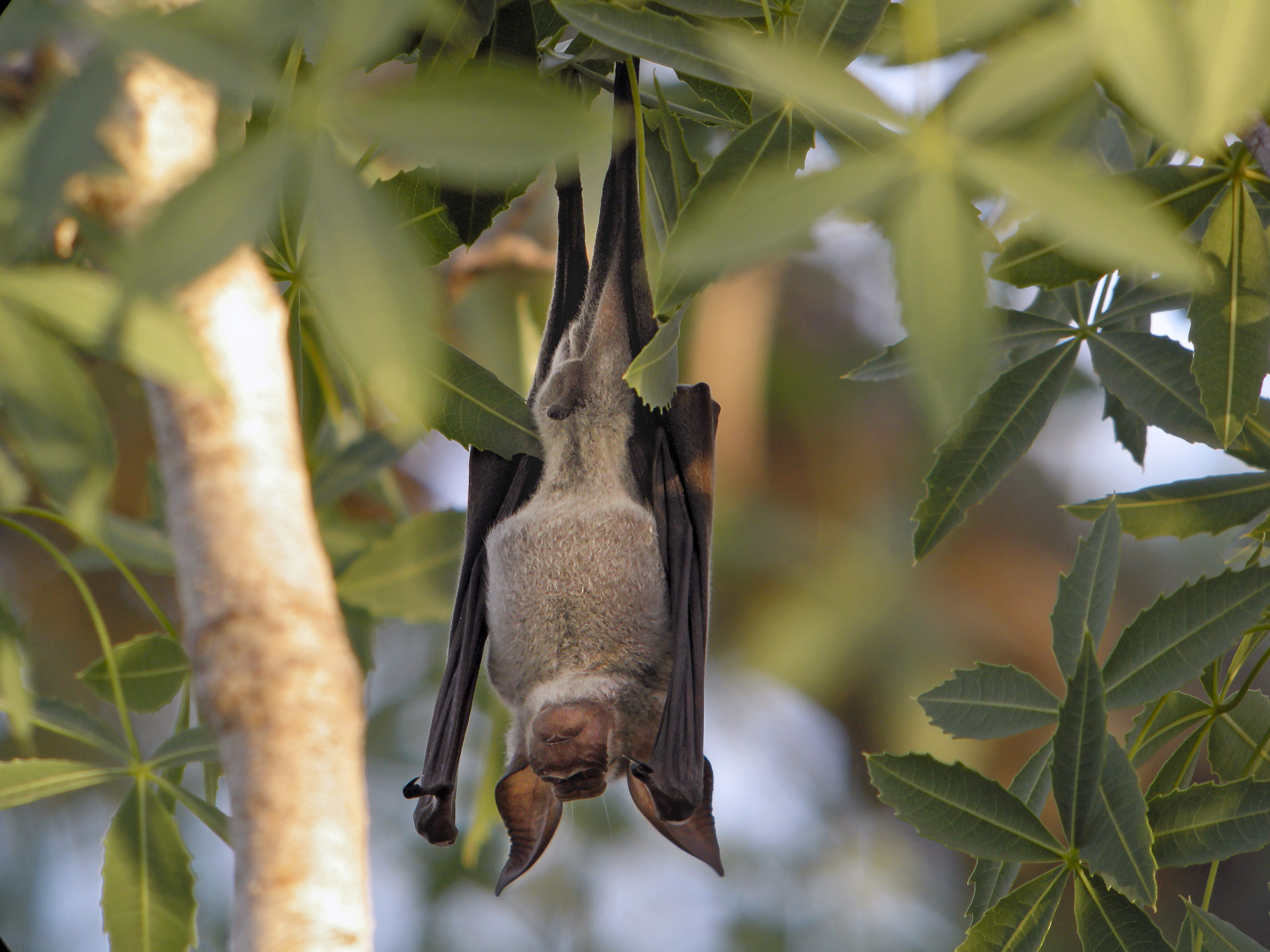
Hipposideros commersoni

La foresta spinosa del versante orientale del parco è l'habitat esclusivo dell'endemica mangusta di Grandidier (Galidictis grandidieri). Altre specie di mammiferi presenti sono il fossa (Cryptoprocta ferox),  il tenrec comune (Tenrec ecaudatus), il tenrec riccio minore (Echinops telfairi), nonché numerose specie di pipistrelli (Eidolon dupreanum, Taphozous mauritianus, Tadarida pumila, Miniopterus manavi, Mormopterus jugularis, Hipposideros commersoni, Triaenops menamena).

Il lago Tsimanampesotsa ospita una numerosa colonia di fenicotteri (Phoeniconaias minor); tra le oltre cento specie di uccelli censite nell'area protetta meritano inoltre una menzione lo sparviero del Madagascar (Accipiter madagascariensis), il corriere del Madagascar (Charadrius thoracicus), il vanga spallerosse (Calicalicus rufocarpalis), il vanga beccodifalce (Falculea palliata), il vanga di Lafresnaye (Xenopirostris xenopirostris), la newtonia di Tabity (Newtonia archboldi),  il codirossone litoraneo (Monticola imerina) e il tessitore di Sakalava (Ploceus sakalava);  sono inoltre presenti 4 delle 9 specie di Coua esistenti (Coua gigas, Coua cursor, Coua ruficeps, Coua verreauxi).

Sono state segnalate sei specie di rane: Boophis doulioti, Dyscophus insularis, Laliostoma labrosum, Ptychadena mascareniensis, Scaphiophryne brevis e Scaphiophryne calcarata.

Merita infine un cenno la presenza della testuggine raggiata (Geochelone radiata), specie in pericolo critico di estinzione, e di Typhleotris madagascariensis (Eleotridae), un pesce privo di occhi che vive in acque sotterranee.